# Парадокс Ябло
Парадо́кс Ябло (англ. Yablo's paradox) — це логічний парадокс, схожий на парадокс брехуна. Був опублікований Стефаном Ябло в 1993 році. Важливість цього парадоксу в тому, що, хоча він схожий на парадокс брехуна і різні його варіанти, цей парадокс, принаймні на перший погляд, уникає автореференції. Правда, багато хто вважає, що це тільки на перший погляд, і автореференція «захована» всередині парадоксу.

## Парадокс і аналіз
Візьмімо нескінченне число тверджень:
- (S1): для всіх k > 1, Sk є брехня
- (S2): для всіх k > 2, Sk є брехня
- (S3): для всіх k > 3, Sk є брехня

Зокрема, слід звернути особливу увагу на той факт, що кожне твердження нічого не говорить про свою власну істинність чи хибність, навіть непрямим способом, адже воно стверджує щось лише про твердження з великими номерами, і для всіх них це теж істинно.
Візьмімо будь-яке твердження Sk. Помилкове воно чи істинне? Припустимо, що істинне. Тоді Sk+1, Sk+2 і т. д. всі помилкові. Але хибність Sk+2, Sk+3, і т. д. — якраз те, що стверджує Sk+1. Тому отримуємо протиріччя: з одного боку Sk+1 хибне (прямий наслідок істинності Sk), з іншого боку – істинне (прямий наслідок хибності Sk+2, Sk+3, Sk+n). Оскільки ми досягли протиріччя, значить, наше припущення було хибним, і Sk насправді помилкове. Це виконується для будь-якого k.

## Ресурси Інтернету
- Beall J. (2001). Is Yablo’s paradox non-circular? (PDF). Analysis (journal). 61 (3): 176—187. doi:10.1093/analys/61.3.176.
- Cook R. Yablo's Paradox // Internet Encyclopedia of Philosophy
- Priest G. (1997). Yablo’s paradox (PDF). Analysis (journal). 57 (4): 236—242. doi:10.1093/analys/57.4.236. Архів оригіналу (PDF) за 13 липня 2014. Процитовано 9 січня 2018.
- Yablo S. (1993). Paradox Without Self-Reference (PDF). Analysis (journal). 53 (4): 251—252. doi:10.1093/analys/53.4.251.